# 斯維奇卡里夫希納
50°14′15″N 34°32′33″E / 50.23750°N 34.54250°E
斯維奇卡里夫希納（羅馬化：Svichkarivshchyna）是烏克蘭中部的村莊，隸屬波爾塔瓦州的波爾塔瓦區。該村處於格倫河右岸，距離普里利夫希納和申哈里伊夫卡1公里，面積0.18平方公里，海拔高度179米，2001年人口3。